# Llista de topònims de Mediona
Llista de topònims (noms propis de lloc) del municipi de Mediona, a l'Alt Penedès
Informació actualitzada per un bot. Els canvis manuals es perdran quan s'actualitzi!

## avenc
| imatge | Nom                      | Ubicat a | instància de | Detalls | coordenades                                                         | Protecció | Commons (més fotos) | Dades a WD                    |
| ------ | ------------------------ | -------- | ------------ | ------- | ------------------------------------------------------------------- | --------- | ------------------- | ----------------------------- |
|        | avenc de les Clivelleres | Mediona  | avenc        |         | 41° 27′ 46″ N, 1° 37′ 18″ E / 41.4626728689627°N,1.62170188005304°E |           |                     | Modifica les dades a Wikidata |
|        | avencs del Verdeguer     | Mediona  | avenc        |         | 41° 28′ 11″ N, 1° 38′ 12″ E / 41.4697790082402°N,1.63677208138144°E |           |                     | Modifica les dades a Wikidata |

## barraca de vinya
| imatge | Nom                                  | Ubicat a | instància de     | Detalls | coordenades | Protecció | Commons (més fotos) | Dades a WD                    |
| ------ | ------------------------------------ | -------- | ---------------- | ------- | --- | --------- | ------------------- | ----------------------------- |
|        | Barraca 1 de la Muntanya del Marquès | Mediona  | barraca de vinya |         | 41° 27′ 47″ N, 1° 35′ 53″ E / 41.46292°N,1.59802°E ca:Muntanya del Marquès.                                                      |           |                     | Modifica les dades a Wikidata |
|        | Barraca 1 de l’Obac                  | Mediona  | barraca de vinya |         | 41° 28′ 26″ N, 1° 37′ 56″ E / 41.47401°N,1.63236°E ca:L’Obac.                                                                    |           |                     | Modifica les dades a Wikidata |
|        | Barraca 1 dels Bulligons             | Mediona  | barraca de vinya |         | 41° 28′ 06″ N, 1° 36′ 14″ E / 41.46846°N,1.60382°E ca:Els Bulligons.                                                             |           |                     | Modifica les dades a Wikidata |
|        | Barraca 1867                         | Mediona  | barraca de vinya |         | 41° 28′ 41″ N, 1° 38′ 37″ E / 41.478163°N,1.6434831°E ca:Al prop del torrent del Duc.                                            |           |                     | Modifica les dades a Wikidata |
|        | Barraca 1923                         | Mediona  | barraca de vinya |         | 41° 28′ 30″ N, 1° 37′ 44″ E / 41.4748999°N,1.6288442°E ca:Al peu del camí de Can Verdaguer.                                      |           |                     | Modifica les dades a Wikidata |
|        | Barraca 1924                         | Mediona  | barraca de vinya |         | 41° 28′ 27″ N, 1° 37′ 36″ E / 41.4740901°N,1.6266457°E ca:Parellades de l'Obac.                                                  |           |                     | Modifica les dades a Wikidata |
|        | Barraca 1931                         | Mediona  | barraca de vinya |         | 41° 28′ 38″ N, 1° 38′ 11″ E / 41.4772131°N,1.6362809°E ca:Vila-rasa.                                                             |           |                     | Modifica les dades a Wikidata |
|        | Barraca 1955                         | Mediona  | barraca de vinya |         | 41° 28′ 49″ N, 1° 38′ 32″ E / 41.4803828°N,1.642299°E ca:El Corralot.                                                            |           |                     | Modifica les dades a Wikidata |
|        | Barraca 1956                         | Mediona  | barraca de vinya |         | 41° 28′ 40″ N, 1° 38′ 15″ E / 41.4778385°N,1.6373697°E ca:Dins del Camp de Pelitre.                                              |           |                     | Modifica les dades a Wikidata |
|        | Barraca 1957                         | Mediona  | barraca de vinya |         | 41° 28′ 42″ N, 1° 38′ 12″ E / 41.4782261°N,1.636631°E ca:Dins del Camp de Pelitre.                                               |           |                     | Modifica les dades a Wikidata |
|        | Barraca 2 dels Bulligons             | Mediona  | barraca de vinya |         | 41° 28′ 07″ N, 1° 36′ 17″ E / 41.46872°N,1.60476°E ca:Els Bulligons.                                                             |           |                     | Modifica les dades a Wikidata |
|        | Barraca 20817                        | Mediona  | barraca de vinya |         | 41° 27′ 43″ N, 1° 35′ 37″ E / 41.4618645°N,1.5936162°E ca:A les cases noves de Can Pardo.                                        |           |                     | Modifica les dades a Wikidata |
|        | Barraca 20818                        | Mediona  | barraca de vinya |         | 41° 27′ 39″ N, 1° 35′ 33″ E / 41.4609157°N,1.5926309°E ca:A sud de les Cases Noves de Can Pardo, a llevant de el Collet.         |           |                     | Modifica les dades a Wikidata |
|        | Barraca 20819                        | Mediona  | barraca de vinya |         | 41° 27′ 38″ N, 1° 35′ 35″ E / 41.4605875°N,1.5930451°E ca:Al sud de les Cases Noves de Can Pardo, a llevant del Collet.          |           |                     | Modifica les dades a Wikidata |
|        | Barraca 20820                        | Mediona  | barraca de vinya |         | 41° 27′ 40″ N, 1° 35′ 40″ E / 41.4609816°N,1.5943417°E ca:Al sud del nucli urbà i a llevant de les Cases Noves de Can Pardo.     |           |                     | Modifica les dades a Wikidata |
|        | Barraca 2091                         | Mediona  | barraca de vinya |         | 41° 28′ 49″ N, 1° 38′ 10″ E / 41.4804001°N,1.6361542°E ca:A l'est del nucli urbà a peus del Turó Rodó.                           |           |                     | Modifica les dades a Wikidata |
|        | Barraca 2092                         | Mediona  | barraca de vinya |         | 41° 28′ 55″ N, 1° 38′ 00″ E / 41.4820601°N,1.6333406°E ca:A llevant del nucli urbà i de Ginoles                                  |           |                     | Modifica les dades a Wikidata |
|        | Barraca 2093                         | Mediona  | barraca de vinya |         | 41° 28′ 58″ N, 1° 38′ 02″ E / 41.4829038°N,1.6338499°E ca:A llevant del nucli urbà i de Ginoles.                                 |           |                     | Modifica les dades a Wikidata |
|        | Barraca 2095                         | Mediona  | barraca de vinya |         | 41° 28′ 58″ N, 1° 37′ 56″ E / 41.4828477°N,1.6321622°E ca:A llevant del nucli urbà i de Ginoles.                                 |           |                     | Modifica les dades a Wikidata |
|        | Barraca 2096                         | Mediona  | barraca de vinya |         | 41° 28′ 57″ N, 1° 37′ 54″ E / 41.4824172°N,1.6317547°E ca:A llevant del nucli urbà i de Ginoles.                                 |           |                     | Modifica les dades a Wikidata |
|        | Barraca 2098                         | Mediona  | barraca de vinya |         | 41° 28′ 54″ N, 1° 37′ 53″ E / 41.4817749°N,1.6313224°E ca:A llevant del nucli urbà i del Mas Conques.                            |           |                     | Modifica les dades a Wikidata |
|        | Barraca 2099                         | Mediona  | barraca de vinya |         | 41° 28′ 54″ N, 1° 37′ 56″ E / 41.4815512°N,1.6322015°E ca:A llevant del nucli urbà i del Mas Conques.                            |           |                     | Modifica les dades a Wikidata |
|        | Barraca 21005                        | Mediona  | barraca de vinya |         | 41° 27′ 51″ N, 1° 36′ 05″ E / 41.4641034°N,1.601423°E ca:A llevant de les cases noves de Can Pardo, i del fondo de la Font Nova. |           |                     | Modifica les dades a Wikidata |
|        | Barraca 21006                        | Mediona  | barraca de vinya |         | 41° 27′ 53″ N, 1° 36′ 06″ E / 41.4647375°N,1.6017207°E ca:Al sud el nucli urbà, a la serra del bolet.                            |           |                     | Modifica les dades a Wikidata |
|        | Barraca 21007                        | Mediona  | barraca de vinya |         | 41° 27′ 50″ N, 1° 35′ 58″ E / 41.4639607°N,1.5993186°E ca:Al sud del nucli urbà a llevant de les cases Noves de Can Pardo.       |           |                     | Modifica les dades a Wikidata |
|        | Barraca 21008                        | Mediona  | barraca de vinya |         | 41° 27′ 47″ N, 1° 35′ 53″ E / 41.4630344°N,1.5979615°E ca:Al sud del nucli urba i a llevant de les cases Noves de Can Pardo.     |           |                     | Modifica les dades a Wikidata |
|        | Barraca 21009                        | Mediona  | barraca de vinya |         | 41° 27′ 44″ N, 1° 36′ 29″ E / 41.462086°N,1.6081239°E ca:Al sud del nucli urbà, a llevant de les Cases Noves de Can Pardo.       |           |                     | Modifica les dades a Wikidata |
|        | Barraca 2101                         | Mediona  | barraca de vinya |         | 41° 28′ 53″ N, 1° 38′ 02″ E / 41.4812836°N,1.6339438°E ca:A llevant del nucli urbà i de Ginoles.                                 |           |                     | Modifica les dades a Wikidata |
|        | Barraca 21094                        | Mediona  | barraca de vinya |         | 41° 28′ 14″ N, 1° 35′ 21″ E / 41.4705912°N,1.5891044°E ca:A ponent del nucli urbà, al nord dels camps de Can Vic                 |           |                     | Modifica les dades a Wikidata |
|        | Barraca 21099                        | Mediona  | barraca de vinya |         | 41° 28′ 13″ N, 1° 35′ 22″ E / 41.4704073°N,1.5895275°E ca:A llevant del nucli urbà, als camps de Can Vic.                        |           |                     | Modifica les dades a Wikidata |
|        | Barraca 24141                        | Mediona  | barraca de vinya |         | 41° 27′ 27″ N, 1° 36′ 33″ E / 41.4575591°N,1.6091785°E ca:Al sud del nucli urbà, a la serra del Bolet.                           |           |                     | Modifica les dades a Wikidata |
|        | Barraca 2483                         | Mediona  | barraca de vinya |         | 41° 28′ 27″ N, 1° 38′ 03″ E / 41.4741897°N,1.634045°E ca:A llevant del nucli urbà, a la zona de Can Verdaguer                    |           |                     | Modifica les dades a Wikidata |
|        | Barraca 6374                         | Mediona  | barraca de vinya |         | 41° 27′ 34″ N, 1° 36′ 34″ E / 41.4593266°N,1.6093443°E ca:A ponent del nucli urbà i a llevant de les Cases Noves de Can Pardo    |           |                     | Modifica les dades a Wikidata |
|        | Barraca 8804                         | Mediona  | barraca de vinya |         | 41° 27′ 35″ N, 1° 35′ 44″ E / 41.4596453°N,1.595544°E ca:A llevant de les cases Noves de Can Pardo, a la serra del Bolet         |           |                     | Modifica les dades a Wikidata |
|        | Barraca 8805                         | Mediona  | barraca de vinya |         | 41° 27′ 32″ N, 1° 35′ 41″ E / 41.4589319°N,1.5946614°E ca:Al sud est de les cases Noves de Can Pardo, al bosc del Bolet          |           |                     | Modifica les dades a Wikidata |
|        | Barraca 8807                         | Mediona  | barraca de vinya |         | 41° 27′ 53″ N, 1° 36′ 01″ E / 41.4647398°N,1.6003548°E ca:A llevant de les cases Noves de Can Pardo                              |           |                     | Modifica les dades a Wikidata |
|        | Barraca 8809                         | Mediona  | barraca de vinya |         | 41° 27′ 46″ N, 1° 36′ 39″ E / 41.4627447°N,1.6107084°E ca:A llevant de les cases Noves de Can Pardo, a les muntanyes del Marqués |           |                     | Modifica les dades a Wikidata |
|        | Barraca 8810                         | Mediona  | barraca de vinya |         | 41° 27′ 45″ N, 1° 36′ 48″ E / 41.4625896°N,1.6132739°E ca:A llevant de les cases Noves de Can Pardo, a la Serra del Marqués.     |           |                     | Modifica les dades a Wikidata |
|        | Barraca 8867                         | Mediona  | barraca de vinya |         | 41° 28′ 09″ N, 1° 36′ 17″ E / 41.469034°N,1.604694°E ca:Al sud dle nucli urbà, a llevant de Puigmoltó.                           |           |                     | Modifica les dades a Wikidata |
|        | Barraca 8869                         | Mediona  | barraca de vinya |         | 41° 27′ 45″ N, 1° 35′ 55″ E / 41.4625733°N,1.5985581°E ca:Al sud del nucli urbà a llevant de les Cases Noves de Can Pardo        |           |                     | Modifica les dades a Wikidata |
|        | Barraca II de les Brianes            | Mediona  | barraca de vinya |         | 41° 29′ 09″ N, 1° 38′ 20″ E / 41.48594°N,1.63883°E ca:Al Mas Rodó, al nord est del terme, a llevant de Sant Pere Sacarrera.      |           |                     | Modifica les dades a Wikidata |

## cabana
| imatge | Nom                | Ubicat a | instància de | Detalls | coordenades                                                         | Protecció | Commons (més fotos) | Dades a WD                    |
| ------ | ------------------ | -------- | ------------ | ------- | ------------------------------------------------------------------- | --------- | ------------------- | ----------------------------- |
|        | corral del Marquès | Mediona  | cabana       |         | 41° 28′ 11″ N, 1° 36′ 45″ E / 41.4696052816485°N,1.61245376282618°E |           |                     | Modifica les dades a Wikidata |
|        | corral del Tino    | Mediona  | cabana       |         | 41° 30′ 09″ N, 1° 39′ 03″ E / 41.5025509054228°N,1.65084599896303°E |           |                     | Modifica les dades a Wikidata |
|        | pallissa del Felip | Mediona  | cabana       |         | 41° 28′ 44″ N, 1° 36′ 27″ E / 41.478806254818°N,1.60762237791025°E  |           |                     | Modifica les dades a Wikidata |

## casa
| imatge | Nom                       | Ubicat a | instància de | Detalls                                               | coordenades                                                                                             | Protecció                                  | Commons (més fotos)           | Dades a WD                    |
| ------ | ------------------------- | -------- | ------------ | ----------------------------------------------------- | --- | ------------------------------------------ | ----------------------------- | ----------------------------- |
|        | Bar Mata                  | Mediona  | casa         | Estil: noucentisme 18th century                       | 41° 28′ 41″ N, 1° 36′ 38″ E / 41.478152°N,1.610465°E ca:Plaça del Montseny, núm. 5.                     | bé integrant del patrimoni cultural català |                               | Modifica les dades a Wikidata |
|        | Ca l'Agulló               | Mediona  | casa         | Estil: arquitectura eclèctica 1884                    | 41° 28′ 39″ N, 1° 36′ 44″ E / 41.477459°N,1.612219°E ca:Avinguda Josep Anselm Clavé, 50                 | bé integrant del patrimoni cultural català | Ca l'Agulló (Mediona)         | Modifica les dades a Wikidata |
|        | Ca l'Onclet               | Mediona  | casa         | Estil: noucentisme 20th century                       | 41° 28′ 42″ N, 1° 36′ 44″ E / 41.478402°N,1.612175°E ca:Carrer Florenci Gustems, 22                     | bé integrant del patrimoni cultural català |                               | Modifica les dades a Wikidata |
|        | Cal Barriga               | Mediona  | casa         | Estil: noucentisme 20th century                       | 41° 28′ 41″ N, 1° 36′ 44″ E / 41.478017°N,1.612345°E ca:Carrer Florenci Gustems, 7 / Carrer Escoles, 18 | bé integrant del patrimoni cultural català |                               | Modifica les dades a Wikidata |
|        | Cal Magins                | Mediona  | casa         | 1846                                                  | 41° 28′ 37″ N, 1° 36′ 39″ E / 41.4769°N,1.61073°E ca:Carrer dels Pins nº 14                             |                                            |                               | Modifica les dades a Wikidata |
|        | Cal Masip                 | Mediona  | casa         | Estil: noucentisme 1915                               | 41° 28′ 37″ N, 1° 36′ 44″ E / 41.476911°N,1.612126°E ca:Carrer Florenci Gustems, 6                      | bé integrant del patrimoni cultural català |                               | Modifica les dades a Wikidata |
|        | Cal Palà                  | Mediona  | casa         | Estil: noucentisme                                    | 41° 28′ 39″ N, 1° 36′ 39″ E / 41.477448°N,1.610737°E ca:Carrer de la Plaça 3; Avinguda Gaudí 11         | bé integrant del patrimoni cultural català |                               | Modifica les dades a Wikidata |
|        | Cal Pere Casanella        | Mediona  | casa         | Estil: noucentisme 1931                               | 41° 28′ 37″ N, 1° 36′ 38″ E / 41.476993°N,1.610687°E ca:Carrer dels Pins nº 10                          | bé integrant del patrimoni cultural català | Cal Pere Casanella            | Modifica les dades a Wikidata |
|        | Cal Suriol Ric            | Mediona  | casa         | Estil: noucentisme 1931                               | 41° 28′ 35″ N, 1° 36′ 42″ E / 41.476468°N,1.611653°E ca:Carrer Sant Josep, núm. 10                      | bé integrant del patrimoni cultural català | Cal Suriol Ric                | Modifica les dades a Wikidata |
|        | Cal Vic                   | Mediona  | casa         | Estil: noucentisme 1875                               | 41° 28′ 36″ N, 1° 36′ 39″ E / 41.476627°N,1.610818°E ca:Carrer Pins, 22                                 | bé integrant del patrimoni cultural català | Cal Vic (Mediona)             | Modifica les dades a Wikidata |
|        | Torre de Cal Queralt      | Mediona  | casa         | Estil: arquitectura modernista                        | 41° 28′ 34″ N, 1° 36′ 32″ E / 41.476047°N,1.609013°E ca:Carrer de Cal Marqués, 5                        | bé integrant del patrimoni cultural català |                               | Modifica les dades a Wikidata |
|        | la Torre del Maure        | Mediona  | casa         | Estil: noucentisme 1930                               | 41° 28′ 46″ N, 1° 36′ 38″ E / 41.479357°N,1.610475°E ca:Avinguda Montserrat, 6 / Carrer Raval s/n       | bé integrant del patrimoni cultural català |                               | Modifica les dades a Wikidata |
|        | la Torre del Senyor Enric | Mediona  | casa         | Estil: noucentisme                                    | 41° 28′ 43″ N, 1° 36′ 46″ E / 41.478592°N,1.612791°E                                                    | bé integrant del patrimoni cultural català |                               | Modifica les dades a Wikidata |
|        | les Torres del Pepe       | Mediona  | casa         | Estil: modernisme català arquitectura modernista 1915 | 41° 28′ 41″ N, 1° 36′ 45″ E / 41.47809°N,1.612634°E ca:Carrer Florenci Gustems, 14-16                   | bé integrant del patrimoni cultural català | Les Torres del Pepe (Mediona) | Modifica les dades a Wikidata |

## cementiri
| imatge | Nom                               | Ubicat a | instància de                   | Detalls      | coordenades | Protecció                                  | Commons (més fotos) | Dades a WD                    |
| ------ | --------------------------------- | -------- | ------------------------------ | ------------ | --- | ------------------------------------------ | ------------------- | ----------------------------- |
|        | cementiri de Mas Pagès            | Mediona  | cementiri jaciment arqueològic |              | 41° 29′ 53″ N, 1° 38′ 10″ E / 41.498115°N,1.636034°E ca:Al conjunt de cases de pagès abandonades de Mas Pagès. Propers al límit amb el terme de la Torre de Claramunt, per la part sud, a uns 450 m, pasa el camí entre les urbanitzacions "La Font del Bosc" i "La Pineda de Can Armengol". Davant per davant de la caseria (SE) s'extenen uns camps de conreu en la vessant d'un turó, parcialment ocupat pel bosc: hi portarà un camí que té com a referència una bassa, a prop del Mas | bé integrant del patrimoni cultural català |                     | Modifica les dades a Wikidata |
|        | cementiri de Sant Joan de Mediona | Mediona  | cementiri                      | 20th century | 41° 28′ 28″ N, 1° 36′ 25″ E / 41.47433°N,1.607°E ca:Camps de Puigmoltó. | bé cultural d'interès local                |                     | Modifica les dades a Wikidata |

## cova
| imatge | Nom                | Ubicat a | instància de | Detalls | coordenades                                                                  | Protecció | Commons (més fotos)      | Dades a WD                    |
| ------ | ------------------ | -------- | ------------ | ------- | ---------------------------------------------------------------------------- | --------- | ------------------------ | ----------------------------- |
|        | cova de Santa Anna | Mediona  | cova         |         | 41° 27′ 32″ N, 1° 37′ 39″ E / 41.4588052904134°N,1.62743521497148°E          |           |                          | Modifica les dades a Wikidata |
|        | cova de l'Omella   | Mediona  | cova         |         | 41° 27′ 07″ N, 1° 36′ 49″ E / 41.4520287284044°N,1.61365451389115°E          |           |                          | Modifica les dades a Wikidata |
|        | cova del Bolet     | Mediona  | cova         |         | 41° 27′ 31″ N, 1° 36′ 37″ E / 41.4586174597568°N,1.61029336045993°E 630 msnm |           | Cova del Bolet (Mediona) | Modifica les dades a Wikidata |

## creu de terme
| imatge | Nom                        | Ubicat a | instància de  | Detalls                       | coordenades | Protecció                      | Commons (més fotos)        | Dades a WD                    |
| ------ | -------------------------- | -------- | ------------- | ----------------------------- | --- | ------------------------------ | -------------------------- | ----------------------------- |
|        | creu de terme de Puigmoltó | Mediona  | creu de terme | Estil: arquitectura barroca   | 41° 28′ 15″ N, 1° 36′ 07″ E / 41.470763°N,1.601918°E ca:Ctra. 2137, km, 1,500                                     | bé cultural d'interès nacional | Creu de terme de Puigmoltó | Modifica les dades a Wikidata |
|        | creu del carrer del Molí   | Mediona  | creu de terme | 20th century Estat: bon estat | 41° 28′ 28″ N, 1° 36′ 46″ E / 41.47446°N,1.61288°E ca:Cantonada del carrer del Molí i el carrer Creueta. 434 msnm |                                | Creu del carrer del Molí   | Modifica les dades a Wikidata |

## edifici
| imatge | Nom                       | Ubicat a             | instància de | Detalls                             | coordenades | Protecció                                  | Commons (més fotos)       | Dades a WD                    |
| ------ | ------------------------- | -------------------- | ------------ | ----------------------------------- | --- | ------------------------------------------ | ------------------------- | ----------------------------- |
|        | Cambra Agrària            | Sant Joan de Mediona | edifici      | Estil: noucentisme 19th century     | 41° 28′ 43″ N, 1° 36′ 43″ E / 41.478509°N,1.612041°E ca:C. Florenci Gustems 442 msnm                                | bé integrant del patrimoni cultural català | Cambra Agrària (Mediona)  | Modifica les dades a Wikidata |
|        | Casal de Mediona          | Mediona              | edifici      | Estil: arquitectura modernista 1911 | 41° 28′ 39″ N, 1° 36′ 45″ E / 41.4775°N,1.6125°E ca:Avinguda Florenci Gustems                                       | bé integrant del patrimoni cultural català | El Casal (Mediona)        | Modifica les dades a Wikidata |
|        | Portal de Cal Pau Marquès | Mediona              | edifici      | Estil: arquitectura popular         | 41° 28′ 39″ N, 1° 36′ 39″ E / 41.47755°N,1.6107°E                                                                   | bé integrant del patrimoni cultural català | Portal de Cal Pau Marquès | Modifica les dades a Wikidata |
|        | Pou 1134                  | Mediona              | edifici      |                                     | 41° 28′ 54″ N, 1° 38′ 13″ E / 41.48153°N,1.63683°E ca:A pocs metres del Mas Rodó, a l'indret conegut com Turó Rodó. |                                            |                           | Modifica les dades a Wikidata |
|        | el Cinema                 | Mediona              | edifici      | Estil: arquitectura popular         | | bé integrant del patrimoni cultural català |                           | Modifica les dades a Wikidata |

## element arquitectònic
| imatge | Nom                                          | Ubicat a | instància de          | Detalls      | coordenades                                                                           | Protecció | Commons (més fotos) | Dades a WD                    |
| ------ | -------------------------------------------- | -------- | --------------------- | ------------ | ------------------------------------------------------------------------------------- | --------- | ------------------- | ----------------------------- |
|        | Mural ceràmic de l'Ajuntament                | Mediona  | element arquitectònic | 2016         | 41° 28′ 37″ N, 1° 36′ 41″ E / 41.47682°N,1.61133°E ca:Carrer Trueta, núm. 10.         |           |                     | Modifica les dades a Wikidata |
|        | Mural ceràmic del carrer Florenci Gustems, 4 | Mediona  | element arquitectònic | 20th century | 41° 28′ 37″ N, 1° 36′ 44″ E / 41.4769926°N,1.6121578°E ca:Carrer Florenci Gustems, 4. |           |                     | Modifica les dades a Wikidata |

## entitat singular de població
| imatge | Nom                                    | Ubicat a | instància de                                   | Detalls              | coordenades | Protecció | Commons (més fotos) | Dades a WD                    |
| ------ | -------------------------------------- | -------- | ---------------------------------------------- | -------------------- | --- | --------- | ------------------- | ----------------------------- |
|        | Can Paixano                            | Mediona  | entitat singular de població                   | 22 hab               | 41° 30′ 18″ N, 1° 38′ 37″ E / 41.504925782239°N,1.6437132497934°E 460 msnm                                                                              |           |                     | Modifica les dades a Wikidata |
|        | Can Verdaguer                          | Mediona  | entitat singular de població                   | 54 hab               | 41° 28′ 26″ N, 1° 38′ 20″ E / 41.4739731159687°N,1.6387800255986°E 518 msnm                                                                             |           |                     | Modifica les dades a Wikidata |
|        | Can Xombo                              | Mediona  | entitat singular de població                   | 57 hab               | 41° 29′ 10″ N, 1° 36′ 04″ E / 41.4862495578132°N,1.60122225152602°E 450 msnm                                                                            |           |                     | Modifica les dades a Wikidata |
|        | Monterrey Park i Cal Xamaio            | Mediona  | entitat singular de població                   | 42 hab               | 41° 28′ 06″ N, 1° 39′ 16″ E / 41.4684184181152°N,1.65432024081574°E 369 msnm                                                                            |           |                     | Modifica les dades a Wikidata |
|        | Quadra d'Agullàdols, la                | Mediona  | entitat singular de població                   | 43 hab               | 41° 28′ 45″ N, 1° 41′ 33″ E / 41.47926378°N,1.692554°E 357 msnm                                                                                         |           |                     | Modifica les dades a Wikidata |
|        | Sant Elies                             | Mediona  | entitat singular de població                   | 313 hab              | 41° 29′ 40″ N, 1° 40′ 30″ E / 41.494482968754°N,1.6750787665388°E 534 msnm                                                                              |           |                     | Modifica les dades a Wikidata |
|        | Sant Joan de Mediona                   | Mediona  | entitat singular de població capital municipal | 865 hab              | 41° 28′ 43″ N, 1° 36′ 42″ E / 41.47862°N,1.61164°E 427 msnm                                                                                             |           |                     | Modifica les dades a Wikidata |
|        | Sant Pere Sacarrera i la Font del Bosc | Mediona  | entitat singular de població                   | 1070 hab             | 41° 29′ 13″ N, 1° 39′ 13″ E / 41.487028651982°N,1.6536694061942°E 494 msnm                                                                              |           |                     | Modifica les dades a Wikidata |
|        | les Cases Noves de Can Pardo           | Mediona  | entitat singular de població                   | 19th century 166 hab | 41° 27′ 44″ N, 1° 35′ 09″ E / 41.4621481644729°N,1.58589883303356°E ca:A l’extrem nord oest del terme, limítrof amb el municipi de la Llacuna. 498 msnm |           |                     | Modifica les dades a Wikidata |

## església
| imatge | Nom                                | Ubicat a | instància de              | Detalls                                                                | coordenades | Protecció                                  | Commons (més fotos)                | Dades a WD                    |
| ------ | ---------------------------------- | -------- | ------------------------- | ---------------------------------------------------------------------- | --- | ------------------------------------------ | ---------------------------------- | ----------------------------- |
|        | Sant Elies de Mediona              | Mediona  | església                  | Estil: arquitectura romànica                                           | 41° 29′ 32″ N, 1° 40′ 04″ E / 41.492148°N,1.667674°E                                                                            | bé integrant del patrimoni cultural català | Sant Elies de Mediona              | Modifica les dades a Wikidata |
|        | Sant Joan de Mediona               | Mediona  | església                  | Estil: historicisme arquitectònic                                      | 41° 28′ 34″ N, 1° 36′ 33″ E / 41.476049°N,1.609228°E                                                                            | bé integrant del patrimoni cultural català | Sant Joan de Mediona               | Modifica les dades a Wikidata |
|        | Sant Salvador de Pereres           | Mediona  | església                  | Estil: arquitectura popular 16th century                               | 41° 26′ 54″ N, 1° 37′ 45″ E / 41.448361°N,1.629129°E ca:A l’extrem sud del terme tocant amb Font-Rubí, a la dreta de la BP-2126 | bé integrant del patrimoni cultural català | Sant Salvador de Pereres           | Modifica les dades a Wikidata |
|        | Santa Anna de Mediona              | Mediona  | església                  | Estil: arquitectura gòtica                                             | 41° 28′ 19″ N, 1° 39′ 01″ E / 41.472006°N,1.65035°E                                                                             | bé integrant del patrimoni cultural català | Santa Anna de Mediona              | Modifica les dades a Wikidata |
|        | Santa Margarida d'Agulladolç       | Mediona  | església edifici històric | Estil: arquitectura romànica                                           | 41° 29′ 03″ N, 1° 40′ 49″ E / 41.484213°N,1.680377°E                                                                            | bé integrant del patrimoni cultural català | Santa Margarida d'Agulladolç       | Modifica les dades a Wikidata |
|        | Santa Maria d'Orpinell             | Mediona  | església                  |                                                                        | 41° 30′ 27″ N, 1° 36′ 40″ E / 41.507365°N,1.611132°E ca:Al nord de Sant Joan de Mediona 629 msnm                                |                                            |                                    | Modifica les dades a Wikidata |
|        | Santa Maria del Castell de Mediona | Mediona  | església                  |                                                                        | 41° 28′ 35″ N, 1° 38′ 30″ E / 41.476289°N,1.641528°E 413 msnm                                                                   |                                            | Santa Maria del Castell de Mediona | Modifica les dades a Wikidata |
|        | capella de Sant Pere Sacarrera     | Mediona  | església                  | Estil: arquitectura romànica 11st century                              | 41° 29′ 17″ N, 1° 39′ 12″ E / 41.488065°N,1.653341°E ca:Ctra. BV-2136, km 0,25                                                  | bé integrant del patrimoni cultural català | Sant Pere Sacarrera                | Modifica les dades a Wikidata |
|        | ermita de les cases d'Urpinell     | Mediona  | església                  | Estil: arquitectura del Renaixement arquitectura barroca Estat: ruïnós | 41° 30′ 26″ N, 1° 36′ 40″ E / 41.507263°N,1.611053°E 626 msnm                                                                   | bé integrant del patrimoni cultural català |                                    | Modifica les dades a Wikidata |

## font
| imatge | Nom                                  | Ubicat a | instància de | Detalls                     | coordenades | Protecció | Commons (més fotos) | Dades a WD                    |
| ------ | ------------------------------------ | -------- | ------------ | --------------------------- | --- | --------- | ------------------- | ----------------------------- |
|        | Font Nova                            | Mediona  | font         |                             | 41° 27′ 34″ N, 1° 35′ 55″ E / 41.45956°N,1.5985°E ca:A llevant de les Cases Noves de Can Pardo                               |           |                     | Modifica les dades a Wikidata |
|        | font de Conilles                     | Mediona  | font         |                             | 41° 27′ 21″ N, 1° 36′ 18″ E / 41.45592°N,1.60505°E ca:Al nord del nucli urbà, a tocar del camí de Ginoles a Mas Bolet.       |           |                     | Modifica les dades a Wikidata |
|        | font de la Fassina                   | Mediona  | font         | Estil: arquitectura popular | 41° 29′ 23″ N, 1° 35′ 34″ E / 41.4896234191408°N,1.59278830407388°E ca:Al nord est del nucli urbà i del veïnat de Can Xombo. |           |                     | Modifica les dades a Wikidata |
|        | font de les Cases Noves de Can Pardo | Mediona  | font         | 20th century                | 41° 27′ 46″ N, 1° 35′ 16″ E / 41.46291°N,1.58782°E ca:Al nº 2 de l'Avinguda del Dr. Sanmartí                                 |           |                     | Modifica les dades a Wikidata |

## jaciment arqueològic
| imatge | Nom                                                 | Ubicat a | instància de                    | Detalls | coordenades | Protecció                                  | Commons (més fotos) | Dades a WD                    |
| ------ | --------------------------------------------------- | -------- | ------------------------------- | ------- | --- | ------------------------------------------ | ------------------- | ----------------------------- |
|        | Ca n'Obac                                           | Mediona  | jaciment arqueològic            |         | 41° 28′ 33″ N, 1° 37′ 30″ E / 41.475793°N,1.625029°E ca:A la ribera dreta de la Riera de Mediona (Riudebitlles), passats uns 300 m del barri del Molí, del poble de Mediona, seguint el camí que porta Castell de Mediona i l'església de Santa Maria. A la partida de Can Obac, antiga masia abandonada al vessant nord de la Muntanya del Marquès, s'extenen sobre antics camps de conreu (feixes de vinya) 425 msnm | bé integrant del patrimoni cultural català |                     | Modifica les dades a Wikidata |
|        | Casa Nova del Bolet                                 | Mediona  | jaciment arqueològic            |         | 41° 27′ 15″ N, 1° 37′ 00″ E / 41.454232°N,1.616551°E ca:Entre els quilòmetres 4 i 5 de la carretera BP-2126, en direcció a Guardiola de Font-rubí al nucli de l'Avellà, des d'on surt el camí de la Casa Nova de Bolet o Bolet Nou, pujant la Serra de Font-rubí pel vessant SE. Ascendir fins agafar el camí paral·lel a la línia de carena, a 2'8 km es troba davant la masia. En els camps de conreu situats als seus peus es situa el jaciment, en terrenys de conreu cereals i per l'entorn, entre antigues feixes de vinya. | bé integrant del patrimoni cultural català |                     | Modifica les dades a Wikidata |
|        | Jaciment prehistòric Torrent de Puigcúgol           | Mediona  | jaciment arqueològic            |         | 41° 28′ 29″ N, 1° 36′ 33″ E / 41.474676°N,1.609028°E ca:Des del barri de l'Altra Banda, a la part baixa del turó del cementiri, al SE i limiten justament amb el Torrent de Puigcúgol que conflueix amb la riera de Mediona al barri del Molí. A uns 150 metres, en el sentit de la vessant del cementiri. | bé integrant del patrimoni cultural català |                     | Modifica les dades a Wikidata |
|        | Jaciment prehistòric de la masia                    | Mediona  | jaciment arqueològic sílex cova |         | 41° 29′ 14″ N, 1° 36′ 47″ E / 41.48717°N,1.612955°E ca:A la carretera BV-2136 es pren el camí de La Masia, en el seu pas per la perifèria del poble de Mediona, el desviament és a la dreta, en direcció a La Llacuna, 50 m abans d'arribar a la Torre d'en Teruel. Recorreguts uns 250 m s'arriba a una cruïlla: el camí de la dreta porta a Can Sans pel vial de Les Planes, i el de l'esquerra manarà, a uns 400 m al jaciment. Com a punts de referència es té: les runes de l'antiga casa de pagès (abandonada a principis de segle) i una barraca de pagès, elements emplaçats a la vessant de ponent d'un turó cobert amb bosc de pi blanc i matollar | bé integrant del patrimoni cultural català |                     | Modifica les dades a Wikidata |
|        | Pla de Ginolas                                      | Mediona  | jaciment arqueològic            |         | 41° 29′ 15″ N, 1° 37′ 39″ E / 41.487539°N,1.627481°E ca:Extensa àrea de conreu, en terreny pla, ocupa uns 700 x 250 m, i limita a l'oest amb la zona muntanyosa de Les Planes/Mas Bolet. | bé integrant del patrimoni cultural català |                     | Modifica les dades a Wikidata |
|        | Vinya d'en Maquino                                  | Mediona  | jaciment arqueològic            |         | 41° 28′ 55″ N, 1° 37′ 11″ E / 41.482005°N,1.619616°E ca:Per un camí de forta pendent que arranca de la carretera BV-2136 (St. Joan de Mediona- St. Pere Sacarrera), aprox. al Km. 4; exactament parteix del cantó contrari on s'emplaça el megatzem d'en Massana, en un revol de la carretera, tot vorejant un turó. El punt exacte on es localitzaren les restes és un camp de conrreu (cereals) amb una barraca de pagès (pedra seca) en el marge inferior del pendent. | bé integrant del patrimoni cultural català |                     | Modifica les dades a Wikidata |
|        | Vinya d'en Miquel Figueras                          | Mediona  | jaciment arqueològic            |         | 41° 28′ 37″ N, 1° 36′ 37″ E / 41.476855°N,1.610188°E ca:A l'Avinguda d'En Gaudí), prenem el camí dels safareigs, paral·lel a un sector d'horta vora el llit de la riera de Mediona. Recorreguts uns 100 m després d'haver deixat la rectoria, a mà dreta s'extén el camp on s'han realitzat les troballes, en una pendent que puja vers el cementiri del poble | bé integrant del patrimoni cultural català |                     | Modifica les dades a Wikidata |
|        | Vinya del Sense Gorra                               | Mediona  | jaciment arqueològic            |         | 41° 28′ 52″ N, 1° 36′ 58″ E / 41.481246°N,1.616222°E ca:A 150 m de Mediona, sortint per la BV-2136 en direcció a Sant Pere Sacarrera, a uns 30 m de les últimes cases emplaçades vora la carretera, s'agafa una de les dresseres de l'esquerre que pugen a Can Sans, queda a mitja vessant del turó. Enmig de vinyes, a l'entorn d'una barraca de pagès (pedra seca) i entre les pedres dels marge | bé integrant del patrimoni cultural català |                     | Modifica les dades a Wikidata |
|        | jaciment arqueològic de Mediona-1                   | Mediona  | jaciment arqueològic            |         | 41° 28′ 10″ N, 1° 39′ 26″ E / 41.469516944444°N,1.6571838888889°E ca:Al qm 18 de la C-244, a mà dreta, pujant una rampa cap a la urbanització Monterrey-Park. Uns 350 m més endavant comença una ronda alrededor de la vora superior de la cinglera travertínica, i a uns 100 m del seu inici, unes escales baixaràn cap a la base de la cinglera a on aquesta gira. Al seu peu és la cova, que donada la seva gran altura i obertura, més aviat és abric 355 msnm | bé integrant del patrimoni cultural català |                     | Modifica les dades a Wikidata |
|        | jaciment arqueològic de Pereres                     | Mediona  | jaciment arqueològic            |         | 41° 27′ 01″ N, 1° 37′ 54″ E / 41.450257°N,1.631758°E ca:Carretera BP-2126, en direcció a Guardiola de Font-rubí, uns 300 m després del km 7, es veu un trencall a mà esquerra. Endinsats uns 500 m es passa pel cantó del "Maset Pereres", ja en el límit del terme de Font-rubí. Uns 600 m més enllà s'arriba al lloc: la Masia de Pereres, ja en el municipi de Mediona, en uns bancals de la seva part sud, dins el llit del torrent, a uns 150 m del Mas, quasi en el límit dels termes. 460 msnm | bé integrant del patrimoni cultural català |                     | Modifica les dades a Wikidata |
|        | jaciment arqueològic del taller del Bosc de Pereres | Mediona  | jaciment arqueològic            |         | 41° 27′ 19″ N, 1° 37′ 55″ E / 41.455258°N,1.632036°E ca:Carretera BP-2126, en direcció a Guardiola de Font-rubí, al km 7'350 aprox hi ha un trencall a l'esquerra, indicat, que porta al Mas Pereres. Recorreguts 500 m es deixa enrera el "Maset Pereres", encara en el terme de Font-rubí, 600 m més endavant arriben a la Masia de Pereres, ja a Mediona terme. Al NE, a uns 250 m de distància, s'extén el sector de les troballes, als peus del Montpedrós i a tocar del Torrent de Cant Gallego 460 msnm | bé integrant del patrimoni cultural català |                     | Modifica les dades a Wikidata |
|        | les Deus                                            | Mediona  | jaciment arqueològic            |         | 41° 28′ 04″ N, 1° 39′ 21″ E / 41.46767°N,1.655804°E ca:C-244 (Igualada-Sitges), en el km 20'8, desviant-nos a l'esquerra (venint des de Vilafranca) en el lloc indicat per Font i Coves de Les Deus, travessant el casc antic del poble de Sant Quintí de Mediona, quan s'acaba aquest s'arriba als rentadors públics agafant desviament dreta i després altra cop a la dreta, a uns 500 m aproximadament s'arriba al parking del Bar-Restaruant "Les Deus". Travessant per algun dels passosc oberts en aquesta zona s'arriba a tota l'extensió d'horts i camps de la riba dreta del riu Riudebitlles en els que forma una extensió continua de quasi 1 km aquest taller. Els seus límits caldria situar-los per l'últim revolt que fa el riu abans d'entrar en el terme de Sant Quintí de Mediona; a les immediacions de l'actual jaciment de Mediona-1 | bé integrant del patrimoni cultural català |                     | Modifica les dades a Wikidata |

## masia
| imatge | Nom                               | Ubicat a | instància de | Detalls                                  | coordenades | Protecció                                  | Commons (més fotos)     | Dades a WD                    |
| ------ | --------------------------------- | -------- | ------------ | ---------------------------------------- | --- | ------------------------------------------ | ----------------------- | ----------------------------- |
|        | Cal Cinto                         | Mediona  | masia        |                                          | 41° 29′ 23″ N, 1° 39′ 22″ E / 41.4896430732946°N,1.65618102556125°E                                                                                       |                                            |                         | Modifica les dades a Wikidata |
|        | Cal Curt                          | Mediona  | masia        |                                          | 41° 27′ 56″ N, 1° 38′ 44″ E / 41.4654785524423°N,1.64557969398661°E                                                                                       |                                            |                         | Modifica les dades a Wikidata |
|        | Cal Feliciano                     | Mediona  | masia        |                                          | 41° 29′ 20″ N, 1° 39′ 20″ E / 41.4889251005756°N,1.65563285455151°E                                                                                       |                                            |                         | Modifica les dades a Wikidata |
|        | Cal Gallego                       | Mediona  | masia        |                                          | 41° 27′ 20″ N, 1° 38′ 01″ E / 41.4555550123986°N,1.63359789498748°E                                                                                       |                                            |                         | Modifica les dades a Wikidata |
|        | Cal Jan                           | Mediona  | masia        |                                          | 41° 28′ 45″ N, 1° 41′ 40″ E / 41.4792748177287°N,1.69441081375794°E ca:Al nucli d’Agullàdols, al Km de la carretera V-2304                                |                                            |                         | Modifica les dades a Wikidata |
|        | Cal Janet                         | Mediona  | masia        |                                          | 41° 28′ 47″ N, 1° 41′ 42″ E / 41.4796328136795°N,1.69500249018996°E                                                                                       |                                            |                         | Modifica les dades a Wikidata |
|        | Cal Magí Marcó                    | Mediona  | masia        |                                          | 41° 28′ 43″ N, 1° 40′ 44″ E / 41.4785557786318°N,1.67877124558607°E ca:A llevant del nucli de Sant Joan, al sud de la Freixeneda.                         |                                            |                         | Modifica les dades a Wikidata |
|        | Cal Mallofré de les Parellades    | Mediona  | masia        |                                          | 41° 28′ 31″ N, 1° 40′ 08″ E / 41.4751818966223°N,1.66894725171729°E                                                                                       |                                            |                         | Modifica les dades a Wikidata |
|        | Cal Manco                         | Mediona  | masia        | Estil: arquitectura popular 19th century | 41° 28′ 29″ N, 1° 41′ 06″ E / 41.4746899915114°N,1.68490978794016°E ca:La Pebrassera.                                                                     |                                            |                         | Modifica les dades a Wikidata |
|        | Cal Maçana                        | Mediona  | masia        | Estil: arquitectura popular              | 41° 29′ 46″ N, 1° 39′ 57″ E / 41.496096942208°N,1.66587142914152°E ca:Al nord est del terme, entre la Font del Bosc i Sant Elies.                         |                                            |                         | Modifica les dades a Wikidata |
|        | Cal Mosca                         | Mediona  | masia        |                                          | 41° 28′ 47″ N, 1° 39′ 52″ E / 41.4797681323972°N,1.66442181306604°E                                                                                       |                                            |                         | Modifica les dades a Wikidata |
|        | Cal Pardo Vell                    | Mediona  | masia        |                                          | 41° 27′ 55″ N, 1° 35′ 18″ E / 41.4652133597813°N,1.58832292673883°E                                                                                       |                                            |                         | Modifica les dades a Wikidata |
|        | Cal Peret Jordi                   | Mediona  | masia        |                                          | 41° 28′ 40″ N, 1° 40′ 45″ E / 41.4778141326635°N,1.679289340423°E                                                                                         |                                            |                         | Modifica les dades a Wikidata |
|        | Cal Ros de Carme                  | Mediona  | masia        |                                          | 41° 28′ 44″ N, 1° 40′ 38″ E / 41.478869971102°N,1.67711202350937°E                                                                                        |                                            |                         | Modifica les dades a Wikidata |
|        | Cal Sabater de Puigcaní           | Mediona  | masia        |                                          | 41° 29′ 24″ N, 1° 36′ 05″ E / 41.4899910581187°N,1.60151311055908°E                                                                                       |                                            |                         | Modifica les dades a Wikidata |
|        | Cal Simó                          | Mediona  | masia        |                                          | 41° 28′ 38″ N, 1° 40′ 54″ E / 41.4771036026778°N,1.68173505272979°E                                                                                       |                                            |                         | Modifica les dades a Wikidata |
|        | Cal Tut                           | Mediona  | masia        |                                          | 41° 28′ 53″ N, 1° 41′ 41″ E / 41.481396191114°N,1.69482337707452°E ca:Al nord est el nucli urbà, al nord de la BV-2304 i a l’oest de la C-15.             |                                            |                         | Modifica les dades a Wikidata |
|        | Cal Verdeguer                     | Mediona  | masia        |                                          | 41° 28′ 39″ N, 1° 41′ 08″ E / 41.4774094284809°N,1.68563330279845°E                                                                                       |                                            |                         | Modifica les dades a Wikidata |
|        | Cal Vila-rasa                     | Mediona  | masia        |                                          | 41° 28′ 13″ N, 1° 39′ 17″ E / 41.4701899834643°N,1.65484644818475°E                                                                                       |                                            |                         | Modifica les dades a Wikidata |
|        | Cal Xamaio                        | Mediona  | masia        | 20th century                             | 41° 28′ 24″ N, 1° 39′ 25″ E / 41.4733568017697°N,1.65684085370408°E ca:Al límit ést del nucli urbà, al nord de Monterey Park                              |                                            |                         | Modifica les dades a Wikidata |
|        | Can Balada                        | Mediona  | masia        | 18th century                             | 41° 29′ 03″ N, 1° 35′ 52″ E / 41.4842366791472°N,1.59791169808691°E ca:Barri de Can Xombo, entorn el Km 6 de la carretera BV-2136 direcció la Llacuna.    |                                            |                         | Modifica les dades a Wikidata |
|        | Can Cabreta                       | Mediona  | masia        |                                          | 41° 30′ 06″ N, 1° 38′ 56″ E / 41.501760731823°N,1.64875369341084°E                                                                                        |                                            |                         | Modifica les dades a Wikidata |
|        | Can Ferrer de Puigcaní            | Mediona  | masia        |                                          | 41° 29′ 24″ N, 1° 36′ 06″ E / 41.4899477817749°N,1.60165779056374°E                                                                                       |                                            |                         | Modifica les dades a Wikidata |
|        | Can Mallofrè                      | Mediona  | masia        |                                          | 41° 29′ 06″ N, 1° 35′ 24″ E / 41.4850501165936°N,1.59003646855016°E                                                                                       |                                            |                         | Modifica les dades a Wikidata |
|        | Can Maristany                     | Mediona  | masia        | Estil: arquitectura popular              | 41° 29′ 34″ N, 1° 39′ 17″ E / 41.492902°N,1.654672°E 510 msnm                                                                                             | bé integrant del patrimoni cultural català | Can Maristany (Mediona) | Modifica les dades a Wikidata |
|        | Can Montori                       | Mediona  | masia        |                                          | 41° 28′ 28″ N, 1° 34′ 25″ E / 41.4745076004974°N,1.57363000502163°E                                                                                       |                                            |                         | Modifica les dades a Wikidata |
|        | Can Mànegues                      | Mediona  | masia        |                                          | 41° 26′ 57″ N, 1° 38′ 28″ E / 41.4490594415707°N,1.6410847741792°E                                                                                        |                                            |                         | Modifica les dades a Wikidata |
|        | Can Paixano                       | Mediona  | masia        |                                          | 41° 30′ 19″ N, 1° 39′ 05″ E / 41.5053508692928°N,1.6515067853794°E                                                                                        |                                            |                         | Modifica les dades a Wikidata |
|        | Can Poquet                        | Mediona  | masia        |                                          | 41° 29′ 19″ N, 1° 38′ 43″ E / 41.488731178491°N,1.6452490037663°E                                                                                         |                                            |                         | Modifica les dades a Wikidata |
|        | Can Sanç                          | Mediona  | masia        |                                          | 41° 28′ 50″ N, 1° 36′ 57″ E / 41.48050741006°N,1.61573056448968°E                                                                                         |                                            |                         | Modifica les dades a Wikidata |
|        | Can Vic                           | Mediona  | masia        |                                          | 41° 28′ 15″ N, 1° 35′ 09″ E / 41.470901353527°N,1.5857429559603°E                                                                                         |                                            |                         | Modifica les dades a Wikidata |
|        | Casa Nova                         | Mediona  | masia        |                                          | 41° 30′ 16″ N, 1° 36′ 50″ E / 41.5043356051351°N,1.61384519603444°E                                                                                       |                                            |                         | Modifica les dades a Wikidata |
|        | Clivelleres                       | Mediona  | masia        |                                          | 41° 27′ 35″ N, 1° 37′ 13″ E / 41.4597279041673°N,1.62023163320088°E                                                                                       |                                            |                         | Modifica les dades a Wikidata |
|        | Conques                           | Mediona  | masia        |                                          | 41° 28′ 56″ N, 1° 37′ 52″ E / 41.48225761319°N,1.6310107669538°E                                                                                          |                                            |                         | Modifica les dades a Wikidata |
|        | Ginoles                           | Mediona  | masia        |                                          | 41° 29′ 02″ N, 1° 37′ 53″ E / 41.4838647370424°N,1.63133828617165°E ca:Al nord est del nucli urbà, al nord del Torrent de Ginoles.                        |                                            |                         | Modifica les dades a Wikidata |
|        | Mas Bolet                         | Mediona  | masia        |                                          | 41° 30′ 04″ N, 1° 37′ 03″ E / 41.501010038912°N,1.6174366909002°E                                                                                         |                                            |                         | Modifica les dades a Wikidata |
|        | Mas Martí                         | Mediona  | masia        |                                          | 41° 30′ 15″ N, 1° 37′ 41″ E / 41.5040731748662°N,1.62801317679013°E                                                                                       |                                            |                         | Modifica les dades a Wikidata |
|        | Mas Pagès                         | Mediona  | masia        |                                          | 41° 29′ 53″ N, 1° 38′ 02″ E / 41.4981903978784°N,1.63397192748577°E ca:Al nord est del nucli urbà, a la Masia de Mas Pagès                                |                                            |                         | Modifica les dades a Wikidata |
|        | Mas Rodó                          | Mediona  | masia        | 2008                                     | 41° 29′ 07″ N, 1° 38′ 10″ E / 41.4853635670563°N,1.63619387397679°E ca:A l’est del nucli urbà, entre aquest i Sant Pere Sacarrera                         |                                            |                         | Modifica les dades a Wikidata |
|        | Mas Soler                         | Mediona  | masia        |                                          | 41° 28′ 43″ N, 1° 35′ 00″ E / 41.4785262275185°N,1.58321927540653°E ca:A l’extrem oest del terme municipal, entre el torrent i el tros del mateix nom.    |                                            |                         | Modifica les dades a Wikidata |
|        | Maset de la Sal                   | Mediona  | masia        |                                          | 41° 28′ 59″ N, 1° 41′ 09″ E / 41.4830871639703°N,1.68591382843916°E ca:Vinya del Maset de la Sal.                                                         |                                            |                         | Modifica les dades a Wikidata |
|        | Maset de les Pereres              | Mediona  | masia        |                                          | 41° 26′ 45″ N, 1° 37′ 58″ E / 41.4458613067784°N,1.63267604917722°E                                                                                       |                                            |                         | Modifica les dades a Wikidata |
|        | Orpinell                          | Mediona  | masia        |                                          | 41° 30′ 26″ N, 1° 36′ 42″ E / 41.5072711591326°N,1.61154188377663°E                                                                                       |                                            |                         | Modifica les dades a Wikidata |
|        | Puigfred                          | Mediona  | masia        |                                          | 41° 29′ 11″ N, 1° 35′ 25″ E / 41.486268081016°N,1.5902000944627°E                                                                                         |                                            |                         | Modifica les dades a Wikidata |
|        | Puigmoltó                         | Mediona  | masia        |                                          | 41° 28′ 16″ N, 1° 36′ 08″ E / 41.4711109095983°N,1.6021585394326°E ca:Camí particular passat el Km 1 de la B-2137                                         |                                            |                         | Modifica les dades a Wikidata |
|        | Rocalbes                          | Mediona  | masia        |                                          | 41° 28′ 07″ N, 1° 37′ 36″ E / 41.4685504732502°N,1.62663090089723°E                                                                                       |                                            |                         | Modifica les dades a Wikidata |
|        | Torres de Can Verdera             | Mediona  | masia        |                                          | 41° 29′ 17″ N, 1° 39′ 46″ E / 41.4881258278492°N,1.66278874183108°E                                                                                       |                                            |                         | Modifica les dades a Wikidata |
|        | capella de Sant Quinti de Ginoles | Mediona  | masia        | 17th century                             | 41° 29′ 02″ N, 1° 37′ 50″ E / 41.48377°N,1.63055°E ca:Al nord est del nucli urbà, al nord del Torrent de Ginoles.                                         |                                            |                         | Modifica les dades a Wikidata |
|        | el Bolet                          | Mediona  | masia        |                                          | 41° 27′ 18″ N, 1° 36′ 28″ E / 41.454955777673°N,1.6076400030516°E                                                                                         |                                            |                         | Modifica les dades a Wikidata |
|        | el Maset                          | Mediona  | masia        |                                          | 41° 28′ 01″ N, 1° 35′ 54″ E / 41.4670471173624°N,1.59833005971249°E                                                                                       |                                            |                         | Modifica les dades a Wikidata |
|        | el Vilar                          | Mediona  | masia        | Estil: arquitectura popular 19th century | 41° 28′ 20″ N, 1° 38′ 48″ E / 41.4722293597404°N,1.64672057628487°E ca:El Vilar.                                                                          |                                            |                         | Modifica les dades a Wikidata |
|        | els Agullons                      | Mediona  | masia        |                                          | 41° 28′ 41″ N, 1° 35′ 04″ E / 41.478090346301°N,1.5843889720012°E                                                                                         |                                            |                         | Modifica les dades a Wikidata |
|        | els Arbequins                     | Mediona  | masia        |                                          | 41° 28′ 07″ N, 1° 36′ 06″ E / 41.4685731341074°N,1.60160232874996°E                                                                                       |                                            |                         | Modifica les dades a Wikidata |
|        | l'Obac de Baix                    | Mediona  | masia        |                                          | 41° 28′ 23″ N, 1° 37′ 34″ E / 41.473073362799°N,1.62598452717979°E                                                                                        |                                            |                         | Modifica les dades a Wikidata |
|        | l'Obac de Dalt                    | Mediona  | masia        |                                          | 41° 28′ 22″ N, 1° 37′ 34″ E / 41.4727230298663°N,1.62606378203444°E                                                                                       |                                            |                         | Modifica les dades a Wikidata |
|        | la Casanova de Can Vic            | Mediona  | masia        |                                          | 41° 28′ 02″ N, 1° 35′ 09″ E / 41.4672095758854°N,1.5858487148902°E                                                                                        |                                            |                         | Modifica les dades a Wikidata |
|        | la Fumada                         | Mediona  | masia        |                                          | 41° 29′ 51″ N, 1° 40′ 03″ E / 41.4975749188849°N,1.667494408528°E                                                                                         |                                            |                         | Modifica les dades a Wikidata |
|        | la Guixera                        | Mediona  | masia        |                                          | 41° 30′ 21″ N, 1° 40′ 30″ E / 41.5059032361304°N,1.67500415353536°E ca:Al nord est del nucli urbà i al nord dels nuclis de la Font del Bosc i Sant Elies. |                                            |                         | Modifica les dades a Wikidata |
|        | la Masia                          | Mediona  | masia        |                                          | 41° 29′ 04″ N, 1° 36′ 40″ E / 41.4843606466107°N,1.61109687659542°E                                                                                       |                                            |                         | Modifica les dades a Wikidata |
|        | la Morella                        | Mediona  | masia        |                                          | 41° 28′ 35″ N, 1° 40′ 01″ E / 41.476376176098°N,1.6670640793716°E                                                                                         |                                            |                         | Modifica les dades a Wikidata |
|        | la Rectoria                       | Mediona  | masia        |                                          | 41° 28′ 34″ N, 1° 38′ 29″ E / 41.4760838417539°N,1.64132279479008°E                                                                                       |                                            |                         | Modifica les dades a Wikidata |
|        | la Torreta                        | Mediona  | masia        | 17th century                             | 41° 27′ 56″ N, 1° 35′ 37″ E / 41.4655480365188°N,1.5935844870599°E ca:Al peu de la carretera BV-2137.                                                     |                                            |                         | Modifica les dades a Wikidata |
|        | les Alzinetes                     | Mediona  | masia        |                                          | 41° 30′ 03″ N, 1° 40′ 03″ E / 41.5008521888985°N,1.66737929372659°E                                                                                       |                                            |                         | Modifica les dades a Wikidata |
|        | les Pereres                       | Mediona  | masia        |                                          | 41° 26′ 58″ N, 1° 37′ 45″ E / 41.4493870986481°N,1.62922600542491°E                                                                                       |                                            |                         | Modifica les dades a Wikidata |

## monument
| imatge | Nom                                    | Ubicat a | instància de | Detalls                                 | coordenades | Protecció | Commons (més fotos) | Dades a WD                    |
| ------ | -------------------------------------- | -------- | ------------ | --------------------------------------- | --- | --------- | ------------------- | ----------------------------- |
|        | Monument a Anselm Clavé                | Mediona  | monument     | 2005                                    | 41° 28′ 40″ N, 1° 36′ 36″ E / 41.47764°N,1.60997°E 41° 28′ 39″ N, 1° 36′ 36″ E / 41.47743225097656°N,1.6099560260772705°E ca:Al passegi de Mediona, abans d’arribar al pont de la Riera. ca:Carrer Pompeu Fabra |           |                     | Modifica les dades a Wikidata |
|        | Monument als donants de sang a Mediona | Mediona  | monument     | 2017-05-27 Anomenat per: donant de sang | 41° 28′ 29″ N, 1° 36′ 43″ E / 41.47475°N,1.61185°E |           |                     | Modifica les dades a Wikidata |

## muntanya
| imatge | Nom                     | Ubicat a                                      | instància de | Detalls | coordenades | Protecció | Commons (més fotos) | Dades a WD                    |
| ------ | ----------------------- | --------------------------------------------- | ------------ | ------- | --- | --------- | ------------------- | ----------------------------- |
|        | Montpedrós              | Mediona                                       | muntanya     |         | 41° 27′ 12″ N, 1° 38′ 06″ E / 41.45336111°N,1.63505556°E 546.4 msnm                                               |           |                     | Modifica les dades a Wikidata |
|        | Muntanya del Marquès    | Font-rubí Mediona                             | muntanya     |         | 41° 27′ 02″ N, 1° 35′ 48″ E / 41.450555555556°N,1.5966666666667°E                                                 |           |                     | Modifica les dades a Wikidata |
|        | Penyes de Can Verdera   | Mediona                                       | muntanya     |         | 41° 29′ 23″ N, 1° 39′ 44″ E / 41.4897°N,1.66236°E 529.6 msnm                                                      |           |                     | Modifica les dades a Wikidata |
|        | Pujol d'Orpinell        | Carme Mediona Orpí                            | muntanya     |         | 41° 30′ 47″ N, 1° 36′ 21″ E / 41.513°N,1.60592°E 736.4 msnm                                                       |           |                     | Modifica les dades a Wikidata |
|        | Roca Aguilera           | Mediona                                       | muntanya     |         | 41° 28′ 58″ N, 1° 38′ 58″ E / 41.4827°N,1.64931°E 567.3 msnm                                                      |           |                     | Modifica les dades a Wikidata |
|        | Rocacorba               | Mediona                                       | muntanya     |         | 41° 29′ 06″ N, 1° 39′ 18″ E / 41.4851°N,1.65508°E 563.2 msnm                                                      |           |                     | Modifica les dades a Wikidata |
|        | Turó Rodó               | Mediona                                       | muntanya     |         | 41° 28′ 53″ N, 1° 38′ 17″ E / 41.4815°N,1.63811°E 503.9 msnm                                                      |           |                     | Modifica les dades a Wikidata |
|        | Turó d'Agullàdols       | Mediona                                       | muntanya     |         | 41° 28′ 36″ N, 1° 41′ 53″ E / 41.4766°N,1.69797°E 333.8 msnm                                                      |           |                     | Modifica les dades a Wikidata |
|        | Turó de Cantacorbs      | la Llacuna Mediona                            | muntanya     |         | 41° 28′ 54″ N, 1° 34′ 18″ E / 41.48160556°N,1.57178056°E 725.6 msnm                                               |           |                     | Modifica les dades a Wikidata |
|        | Turó del Gall           | Mediona Cabrera d'Anoia la Torre de Claramunt | muntanya     |         | 41° 30′ 26″ N, 1° 40′ 48″ E / 41.507158°N,1.680028°E 41° 30′ 26″ N, 1° 40′ 48″ E / 41.5072°N,1.68003°E 582.9 msnm |           |                     | Modifica les dades a Wikidata |
|        | Turó dels Pins Verds    | Mediona                                       | muntanya     |         | 41° 27′ 26″ N, 1° 37′ 24″ E / 41.45723611°N,1.62332778°E 623.4 msnm                                               |           |                     | Modifica les dades a Wikidata |
|        | la Talaia               | Mediona                                       | muntanya     |         | 41° 28′ 20″ N, 1° 38′ 34″ E / 41.47219444°N,1.64263889°E 515.6 msnm                                               |           |                     | Modifica les dades a Wikidata |
|        | turó de les Clivelleres | Mediona                                       | muntanya     |         | 41° 27′ 46″ N, 1° 37′ 32″ E / 41.4627°N,1.62567°E 744.1 msnm                                                      |           |                     | Modifica les dades a Wikidata |

## nucli de població
| imatge | Nom                    | Ubicat a                                       | instància de                                           | Detalls | coordenades                                                       | Protecció | Commons (més fotos)    | Dades a WD                    |
| ------ | ---------------------- | ---------------------------------------------- | ------------------------------------------------------ | ------- | ----------------------------------------------------------------- | --------- | ---------------------- | ----------------------------- |
|        | Cal Xamaio             | Monterrey Park i Cal Xamaio Mediona            | nucli de població nucli d'entitat singular de població | 13 hab  | 41° 28′ 24″ N, 1° 39′ 24″ E / 41.47344562°N,1.6566348°E 370 msnm  |           |                        | Modifica les dades a Wikidata |
|        | Monterrey Park         | Monterrey Park i Cal Xamaio Mediona            | nucli de població nucli d'entitat singular de població | 25 hab  | 41° 28′ 08″ N, 1° 39′ 19″ E / 41.468971°N,1.655372°E 359 msnm     |           |                        | Modifica les dades a Wikidata |
|        | Sant Pere Sacarrera    | Sant Pere Sacarrera i la Font del Bosc Mediona | nucli de població nucli d'entitat singular de població | 82 hab  | 41° 29′ 14″ N, 1° 39′ 09″ E / 41.48717921°N,1.65257787°E 494 msnm |           |                        | Modifica les dades a Wikidata |
|        | la Font del Bosc       | Mediona Sant Pere Sacarrera i la Font del Bosc | nucli de població nucli d'entitat singular de població | 961 hab | 41° 29′ 55″ N, 1° 39′ 35″ E / 41.4984825°N,1.6596465°E 504 msnm   |           |                        | Modifica les dades a Wikidata |
|        | la Freixeneda          | Mediona                                        | nucli de població                                      |         | 41° 28′ 46″ N, 1° 41′ 32″ E / 41.479366376033°N,1.6921546609414°E |           |                        | Modifica les dades a Wikidata |
|        | la Quadra d'Agulladolç | Mediona                                        | nucli de població                                      |         | 41° 28′ 58″ N, 1° 40′ 44″ E / 41.48267778°N,1.67888333°E          |           | La Quadra d'Agulladolç | Modifica les dades a Wikidata |

## pont
| imatge | Nom                        | Ubicat a | instància de | Detalls | coordenades                                                                                             | Protecció | Commons (més fotos) | Dades a WD                    |
| ------ | -------------------------- | -------- | ------------ | ------- | --- | --------- | ------------------- | ----------------------------- |
|        | Pont al torrent de Can Vic | Mediona  | pont         |         | 41° 28′ 01″ N, 1° 35′ 46″ E / 41.46698°N,1.59601°E ca:Horts de la Torreta, sobre el torrent de Cal Vic. |           |                     | Modifica les dades a Wikidata |
|        | Pont de la Riera           | Mediona  | pont         |         | 41° 28′ 38″ N, 1° 36′ 35″ E / 41.4771299818071°N,1.60977814361441°E                                     |           |                     | Modifica les dades a Wikidata |
|        | Pont del Vado              | Mediona  | pont         |         | 41° 29′ 17″ N, 1° 37′ 53″ E / 41.4880733037721°N,1.63152521294952°E                                     |           |                     | Modifica les dades a Wikidata |

## portal
| imatge | Nom                                | Ubicat a | instància de | Detalls                          | coordenades                                                                                                  | Protecció                                  | Commons (més fotos)           | Dades a WD                    |
| ------ | ---------------------------------- | -------- | ------------ | -------------------------------- | --- | ------------------------------------------ | ----------------------------- | ----------------------------- |
|        | Portal de Cal Farriol              | Mediona  | portal       | Estil: arquitectura popular      | 41° 28′ 40″ N, 1° 36′ 38″ E / 41.477881°N,1.610614°E                                                         | bé integrant del patrimoni cultural català |                               | Modifica les dades a Wikidata |
|        | Portal de Cal Feliu                | Mediona  | portal       | Estil: arquitectura popular 1620 | 41° 28′ 34″ N, 1° 36′ 33″ E / 41.476161°N,1.609181°E ca:Carrer de l’Església, 5.                             | bé integrant del patrimoni cultural català | Portal de Cal Feliu (Mediona) | Modifica les dades a Wikidata |
|        | Portal de Cal Fuster i de Cal Quel | Mediona  | portal       | Estil: arquitectura popular 1783 | 41° 28′ 41″ N, 1° 36′ 37″ E / 41.478169°N,1.61021°E ca:Plaça del Montseny, núm. 2 i 3.                       | bé integrant del patrimoni cultural català |                               | Modifica les dades a Wikidata |
|        | Portal de Cal Magins               | Mediona  | portal       | Estil: arquitectura popular      | 41° 28′ 37″ N, 1° 36′ 39″ E / 41.476903°N,1.610731°E                                                         | bé integrant del patrimoni cultural català |                               | Modifica les dades a Wikidata |
|        | Portal de Cal Marquès              | Mediona  | portal       | Estil: arquitectura popular      | 41° 28′ 34″ N, 1° 36′ 32″ E / 41.476236°N,1.608826°E                                                         | bé integrant del patrimoni cultural català | Portal de Cal Marquès         | Modifica les dades a Wikidata |
|        | Portal de Cal Queralt              | Mediona  | portal       | Estil: arquitectura popular 1588 | 41° 28′ 34″ N, 1° 36′ 32″ E / 41.476245°N,1.608817°E ca:Carrer de Cal Marqués nº3/ Carrer de l’Església nº 4 | bé integrant del patrimoni cultural català |                               | Modifica les dades a Wikidata |

## rellotge de sol
| imatge | Nom                               | Ubicat a | instància de    | Detalls | coordenades                                                                       | Protecció | Commons (més fotos) | Dades a WD                    |
| ------ | --------------------------------- | -------- | --------------- | ------- | --------------------------------------------------------------------------------- | --------- | ------------------- | ----------------------------- |
|        | Rellotge de sol de Can Suriol ric | Mediona  | rellotge de sol | 1931    | 41° 28′ 35″ N, 1° 36′ 42″ E / 41.47636°N,1.61179°E ca:Carrer Sant Josep, núm. 10. |           |                     | Modifica les dades a Wikidata |
|        | rellotge de sol de la Torreta     | Mediona  | rellotge de sol |         | 41° 27′ 55″ N, 1° 35′ 38″ E / 41.46523°N,1.5938°E ca:Masia de la Torreta.         |           |                     | Modifica les dades a Wikidata |

## serra
| imatge | Nom               | Ubicat a                       | instància de | Detalls | coordenades                                                      | Protecció | Commons (més fotos) | Dades a WD                    |
| ------ | ----------------- | ------------------------------ | ------------ | ------- | ---------------------------------------------------------------- | --------- | ------------------- | ----------------------------- |
|        | Serra de Puigfred | la Llacuna Mediona             | serra        |         | 41° 28′ 46″ N, 1° 34′ 03″ E / 41.47953333°N,1.56746°E 725.6 msnm |           |                     | Modifica les dades a Wikidata |
|        | serra de Gramar   | Mediona Sant Quintí de Mediona | serra        |         | 41° 28′ 21″ N, 1° 41′ 29″ E / 41.47238056°N,1.69143333°E         |           |                     | Modifica les dades a Wikidata |
|        | serra del Bolet   | Mediona                        | serra        |         | 41° 27′ 21″ N, 1° 36′ 12″ E / 41.4558°N,1.60347°E 712.6 msnm     |           |                     | Modifica les dades a Wikidata |

## vèrtex geodèsic
| imatge | Nom         | Ubicat a | instància de    | Detalls   | coordenades                                                       | Protecció | Commons (més fotos) | Dades a WD                    |
| ------ | ----------- | -------- | --------------- | --------- | ----------------------------------------------------------------- | --------- | ------------------- | ----------------------------- |
|        | Clivilleres | Mediona  | vèrtex geodèsic | Alt: 1.2m | 41° 27′ 46″ N, 1° 37′ 33″ E / 41.462669°N,1.625717°E 744.24 msnm  |           |                     | Modifica les dades a Wikidata |
|        | Orpinell    | Mediona  | vèrtex geodèsic | Alt: 1.2m | 41° 30′ 47″ N, 1° 36′ 21″ E / 41.512995°N,1.605919°E 736.402 msnm |           |                     | Modifica les dades a Wikidata |

## Misc
| imatge | Nom                                  | Ubicat a                                               | instància de                              | Detalls                          | coordenades | Protecció                                            | Commons (més fotos)                 | Dades a WD                    |
| ------ | ------------------------------------ | ------------------------------------------------------ | ----------------------------------------- | -------------------------------- | --- | ---------------------------------------------------- | ----------------------------------- | ----------------------------- |
|        | Capçaleres del Foix                  | Torrelles de Foix Mediona Font-rubí Pontons la Llacuna | àrea protegida àrea protegida Natura 2000 | 1992 Superfície: 2183.78912ha    | 41° 26′ 51″ N, 1° 35′ 38″ E / 41.447588°N,1.59399°E |                                                      | Capçaleres del Foix                 | Modifica les dades a Wikidata |
|        | Forn de calç al Bosc de la Socarrada | Mediona                                                | forn de calç                              | Estil: arquitectura popular      | | bé integrant del patrimoni cultural català           |                                     | Modifica les dades a Wikidata |
|        | Granja Mirasol                       | Mediona                                                | granja                                    |                                  | 41° 27′ 49″ N, 1° 35′ 15″ E / 41.4636811182382°N,1.58750599420699°E |                                                      |                                     | Modifica les dades a Wikidata |
|        | Molí fariner de Sant Joan            | Mediona                                                | molí d'aigua                              | Estil: arquitectura popular      | 41° 28′ 28″ N, 1° 36′ 58″ E / 41.474443°N,1.616242°E ca:Camí de Can Verdaguer. | bé integrant del patrimoni cultural català           | Molí fariner de Sant Joan (Mediona) | Modifica les dades a Wikidata |
|        | Orpinell                             | Mediona                                                | assentament humà                          | Estil: arquitectura romànica     | 41° 30′ 26″ N, 1° 36′ 39″ E / 41.507172°N,1.610917°E | bé integrant del patrimoni cultural català           |                                     | Modifica les dades a Wikidata |
|        | Polígon industrial Can Xombo         | Mediona                                                | polígon industrial                        |                                  | 41° 29′ 03″ N, 1° 36′ 13″ E / 41.4842350109618°N,1.60369712789892°E |                                                      |                                     | Modifica les dades a Wikidata |
|        | Pou de gel del Castell de Mediona    | Mediona                                                | pou de neu                                | Estil: arquitectura popular      | 41° 28′ 32″ N, 1° 38′ 23″ E / 41.47559°N,1.6398°E ca:Entre la riera de Mediona i el Castell de Mediona. | bé integrant del patrimoni cultural català           |                                     | Modifica les dades a Wikidata |
|        | casa consistorial de Mediona         | Mediona                                                | casa consistorial                         |                                  | 41° 28′ 36″ N, 1° 36′ 41″ E / 41.4767781°N,1.6112861°E |                                                      | Town hall of Mediona                | Modifica les dades a Wikidata |
|        | castell de Mediona                   | Mediona                                                | castell                                   | Estil: arquitectura romànica 977 | 41° 28′ 34″ N, 1° 38′ 30″ E / 41.47611111°N,1.64166667°E ca:Des de Sant Joan de Mediona, baixant pel carrer del Molí fins a la riera i des d'allà seguint el camí asfaltat | bé d'interès cultural bé cultural d'interès nacional | Castell de Mediona                  | Modifica les dades a Wikidata |
|        | coves del Bolet                      | Mediona                                                | indret cova                               |                                  | 41° 27′ 38″ N, 1° 36′ 42″ E / 41.460427°N,1.611763°E ca:Carretera de Font-Rubí (BP.2126) fins el km 4'5 a on es situat el nucli d'Avellà. Aleshores cal entrar al nucli de masos, a mà esquerra en direcció a Guardiola, i agafar l'únic camí que puja muntanya amunt cap el Mas del Bolet. Uns 2 km més endavant, al final del camí, es deixa el cotxe davant el Mas i s'agafa el camí cap el fons del Torrent del Bolet 633 msnm | bé integrant del patrimoni cultural català           |                                     | Modifica les dades a Wikidata |
|        | la Creu                              | Mediona                                                | edifici històric creu monumental          |                                  | 41° 28′ 28″ N, 1° 36′ 18″ E / 41.4743603739269°N,1.60495103419373°E |                                                      |                                     | Modifica les dades a Wikidata |
|        | torrent de Puigcogul                 | la Llacuna Mediona                                     | curs d'aigua                              | Desemboca: Riu de Bitlles        | 41° 28′ 26″ N, 1° 36′ 45″ E / 41.473888888889°N,1.6125°E 428 msnm |                                                      |                                     | Modifica les dades a Wikidata |